# Monom
Monóm (tudi enočlénik) je v matematiki zmnožek različnih potenc (eksponent je lahko samo  nenegativno celo število)  spremenljivk (velja samo za končno število  spremenljivk). Če imamo samo eno spremenljivko {\displaystyle x\,}, to pomeni, da je monom enak 1 ali pa je potenca {\displaystyle x^{n}\,} spremenljivke {\displaystyle x\,} (pri tem je {\displaystyle n\,} pozitivno celo število). Kadar pa imamo več spremenljivk {\displaystyle x,y,z\,}, lahko potenciramo katerokoli izmed njih. Monom v tem smislu je tudi zmnožek potenc spremenljivke s konstanto.
Poenostavljeno lahko tudi rečemo, da je monom vrsta polinoma, ki ima samo en člen. To pomeni tudi, da je polinom vsota monomov. Monom je lahko sestavljen tudi iz koeficienta in potence ene ali več spremenljivk.

## Zgledi
Zgledi monomov spremenljivke {\displaystyle a\,}:
{\displaystyle a,\ a^{2},\ 7b\cdot a,\ -5b^{4}a^{2}}.

## Število monomov
Število monomov stopnje {\displaystyle d\,} za {\displaystyle n\,} spremenljivk je število multikombinacij {\displaystyle d\,} elementov, ki jih izberemo med {\displaystyle n\,} spremenljivkami (spremenljivko lahko izberemo več kot enkrat, zaporedje izbora pa ni važno). To število nekateri pišejo kot {\displaystyle \textstyle {\left(\!\!{n \choose d}\!\!\right)}} (oznaka je podobna binomskemu koeficientu). Lahko pa izraz {\displaystyle \textstyle {\left(\!\!{n \choose d}\!\!\right)}} izrazimo tudi v obliki binomskih koeficientov v obliki polinoma spremenljivke {\displaystyle d\,} ali z uporabo Pochhammerjevega simbola s katerim označujemo potenco rastoče fakultete za {\displaystyle d+1\,}
{\displaystyle \left(\!\!{n \choose d}\!\!\right)={\binom {n+d-1}{d}}={\binom {d+(n-1)}{n-1}}={\frac {(d+1)\times (d+2)\times \cdots \times (d+n-1)}{1\times 2\times \cdots \times (n-1)}}={\frac {1}{(n-1)!}}(d+1)^{\overline {n-1}}}
kjer pomeni
- zgornja črtica nad potenco Pochhammerjev simbol (v zadnjem izrazu).